# سعدالله خان
سعدالله خان ({{lang-ur|سعد الله خان؛ زادهٔ ۴ ژوئن ۱۹۹۴) بازیکن فوتبال اهل پاکستان است.
از باشگاه‌هایی که در آن بازی کرده است می‌توان به اشاره کرد.
وی همچنین در تیم‌های ملی فوتبال زیر ۲۳ سال پاکستان، و پاکستان بازی کرده است.